# Aube (reka)
Aube je 248 km dolga reka v severni francoski regiji Šampanji-Ardeni, desni pritok Sene. Izvira na Langreški planoti v bližini kraja Auberive, od koder teče pretežno v severozahodni smeri. V reko Seno se izliva pri kraju Marsilly-sur-Seine. Po njej je poimenovan departma Aube.

### Porečje
Pritoki so:
- Aubette
- Aujon
- Landon
- Voire
- Ravet
- Auzon
- Meldançon
- Puits
- Huitrelle
- Herbissonne
- Barbuisse
- Salon
- Superbe

### Departmaji in kraji
Reka Aube teče skozi naslednje departmaje in kraje: 
- Haute-Marne,
- Côte-d'Or: Montigny-sur-Aube,
- Aube: Bar-sur-Aube, Brienne-le-Château, Ramerupt, Arcis-sur-Aube,
- Marne.